# Fuller
Fuller ist ein berufsbezogener englischer Familienname, der sich auf das Walken von Wolle bezieht.

## Namensträger

### A
- Aimee Fuller (* 1991), britische Snowboarderin
- Albert Fuller (1926–2007), US-amerikanischer Dirigent und Komponist
- Alexandra Fuller (* 1993), südafrikanische Squashspielerin
- Alfred Fuller (1885–1973), kanadisch-US-amerikanischer Unternehmer und Philanthrop
- Alvan T. Fuller (1878–1958), US-amerikanischer Politiker
- Amanda Fuller (* 1984), US-amerikanische Schauspielerin
- Amy Fuller (1968–2023), US-amerikanische Ruderin
- Andrew Fuller (1754–1815), britischer Missionsgründer
- Arthur Franklin Fuller (1880–1953), US-amerikanischer Autor und Komponist

### B
- Ben Fuller (Theaterleiter) (Benjamin John Fuller; 1875–1952), australischer Theaterunternehmer
- Ben Gosling Fuller (* 1965), britischer Fernsehregisseur
- Ben H. Fuller (1870–1937), 15. Commandant of the Marine Corps, US-Militärgouverneur der Dominikanischen Republik
- Benjamin Apthorp Gould Fuller (1879–1956), US-amerikanischer Philosoph
- Benjamin John Fuller (1875–1952), australischer Theaterunternehmer, siehe Ben Fuller (Theaterleiter)
- Benoni S. Fuller (1825–1903), US-amerikanischer Politiker
- Blind Boy Fuller (1907–1941), US-amerikanischer Blues-Musiker
- Bob Fuller (1898–?), US-amerikanischer Jazz-Saxophonist und Klarinettist
- Bobby Fuller (1942–1966), US-amerikanischer Rockmusiker
- Brad Fuller (Komponist) (Brad Allen Fuller; 1953–2016), US-amerikanischer Videospielkomponist
- Brad Fuller (Filmproduzent) (Bradley Fuller; * 1965), US-amerikanischer Filmproduzent
- Brad Fuller (Footballspieler) (* 1978), australischer Australian-Football-Spieler
- Brad Fuller (Filmeditor) (Bradley Fuller), US-amerikanischer Filmeditor
- Bryan Fuller (* 1969), US-amerikanischer Drehbuchautor
- Buckminster Fuller (1895–1983), US-amerikanischer Wissenschaftler, Architekt, Konstrukteur, Designer und Schriftsteller

### C
- Calvin Souther Fuller (1902–1994), US-amerikanischer Chemiker und Erfinder
- Charles Fuller (Fußballspieler) (1919–2004), englischer Fußballspieler
- Charles Fuller (Schriftsteller) (Charles H. Fuller, Jr.; 1939–2022), US-amerikanischer Dramatiker
- Charles Edward Fuller (1887–1968), US-amerikanischer Geistlicher und Evangelist
- Charles Eugene Fuller (1849–1926), US-amerikanischer Politiker
- Claire Fuller (* 1967), englische Schriftstellerin
- Claude A. Fuller (1876–1968), US-amerikanischer Politiker
- Claude W. Fuller (1872–1928), australischer Entomologe
- Corey Fuller (* 1990), US-amerikanischer American-Football-Spieler
- Craig Fuller, US-amerikanischer Sänger und Gitarrist
- Curtis Fuller (1934–2021), US-amerikanischer Jazzposaunist
- Cyril Fuller (1874–1942), britischer Marineoffizier

### D
- Dale Fuller (1885–1948), US-amerikanische Schauspielerin
- Dan Fuller (* 1988), britischer Biathlet
- David Fuller (* 1954), englischer Ingenieur, Mörder und Nekrophiler
- Debbie Fuller (* 1966), kanadische Wasserspringerin
- Devin Fuller (* 1994), US-amerikanischer American-Football-Spieler
- Dolores Fuller (1923–2011), US-amerikanische Schauspielerin
- Drew Fuller (* 1980), US-amerikanischer Schauspieler

### E
- Earl Fuller (1885–1947), US-amerikanischer Musiker
- Earl Fuller (Leichtathlet) (1904–1956), US-amerikanischer Mittelstreckenläufer
- Eli Fuller (* 1972), antiguanischer Regattasegler
- Elsie Fuller, dänische Schauspielerin und Drehbuchautorin
- Errol Fuller (* 1947), britischer Autor und Zeichner
- Eugene Fuller (1858–1930), US-amerikanischer Urologe

### F
- Florence Fuller (1867–1946), australische Künstlerin
- Frances Fuller (1907–1980), US-amerikanische Schauspielerin
- Francis Fuller (1670–1706), englischer medizinischer Schriftsteller
- Francis Brock Fuller (1927–2009), US-amerikanischer Mathematiker
- Frank Fuller (1827–1915), US-amerikanischer Geschäftsmann, Arzt, Rechtsanwalt und Politiker

### G
- George Fuller (Politiker, 1802) (1802–1888), US-amerikanischer Politiker
- George Fuller (Maler) (1822–1884), US-amerikanischer Maler
- George Fuller (Politiker, 1861) (1861–1940), australischer Politiker
- George M. Fuller, US-amerikanischer Physiker
- George W. Fuller (1868–1934), US-amerikanischer Sanitäringenieur
- Gil Fuller (1920–1994), US-amerikanischer Arrangeur
- Graham E. Fuller (* 1938), US-amerikanischer Autor, politischer Analyst und Geheimdienstmitarbeiter
- Gregory Fuller (* 1948), US-amerikanischer Schriftsteller

### H
- Hadwen C. Fuller (1895–1990), US-amerikanischer Politiker
- Heike Fuller (* 1960), deutsche Diplomatin
- Henry Blake Fuller (1857–1929), US-amerikanischer Schriftsteller
- Henry Brown Fuller (1867–1934), US-amerikanischer Maler
- Henry Mills Fuller (1820–1860), US-amerikanischer Politiker
- Herbert Fuller (1902–1993), britischer Radrennfahrer

### I
- Ida May Fuller (1874–1975), US-amerikanische Rentnerin

### J
- Jack Fuller (Jack William Fuller, 1946–2016), US-amerikanischer Journalist und Buchautor
- Jean Fuller (1927–1950), französischer klassischer Gitarrist, der bei einem Flugzeugabsturz ums Leben kam
- Jean Overton Fuller (1915–2009), britische Autorin
- Jeff Fuller (Rennfahrer) (* 1957), US-amerikanischer Autorennfahrer
- Jeff Fuller (Musiker) (* um 1960), US-amerikanischer Jazzmusiker
- Jerry Fuller (Klarinettist) (Gerald Fuller; 1929–2019), US-amerikanischer Jazz-Klarinettist
- Jerry Fuller (Songwriter) (* 1938), US-amerikanischer Songwriter und Musikproduzent
- Jerry Fuller (Schlagzeuger) (1939–2002), kanadischer Jazz-Schlagzeuger
- Jesse Fuller (1896–1976), US-amerikanischer Bluesmusiker
- John Fuller (Mäzen) (1757–1834), englischer Geschäftsmann, Politiker und Mäzen
- John Fuller (Politiker) (1917–2009), australischer Politiker (Country Party)
- John Fuller (Lyriker) (* 1937), britischer Lyriker, Schriftsteller und Verleger
- John Fuller senior (1848–1923), englischer Komponist und Theaterunternehmer
- John Fuller junior (1879–1959), australischer Theaterunternehmer
- John Frederick Charles Fuller (1878–1966), englischer Generalmajor und Militärhistoriker
- John L. Fuller (1910–1992), US-amerikanischer Biologe und Verhaltensgenetiker
- Jordan Fuller (* 1998), US-amerikanischer American-Football-Spieler

### K
- Kathryn Fuller (Schauspielerin) (1922–2012), US-amerikanische Schauspielerin
- Kathryn S. Fuller (* 1946), US-amerikanische Juristin und Naturschützerin; Präsidentin des nationalen WWF (1989–2005)
- Kendall Fuller (* 1995), US-amerikanischer American-Football-Spieler
- Keysher Fuller (* 1994), costa-ricanischer Fußballspieler
- Kurt Fuller (* 1953), US-amerikanischer Schauspieler
- Kyle Fuller (Basketballspieler) (* 1992), US-amerikanischer Basketballspieler
- Kyle Fuller (Footballspieler, 1992) (* 1992), US-amerikanischer American-Football-Spieler (Cornerback, Denver Broncos)
- Kyle Fuller (Footballspieler, 1994) (* 1994), US-amerikanischer American-Football-Spieler (Center, Seattle Seahawks)

### L
- Lance Fuller (1928–2001), US-amerikanischer Schauspieler
- Larry Fuller (* 1965), US-amerikanischer Jazzpianist
- Leland Fuller (1899–1962), US-amerikanischer Szenenbildner
- Leonard Fuller (1890–1987), US-amerikanischer Elektroingenieur
- Levi K. Fuller (1841–1896), US-amerikanischer Politiker
- Loïe Fuller (1862–1928), US-amerikanische Schauspielerin, Sängerin, Tänzerin und Erfinderin
- Lon Fuller (1902–1978), US-amerikanischer Rechtsphilosoph
- Lucia Fairchild Fuller (1870–1924), US-Malerin
- Luther Fuller (1818–1841), US-amerikanischer Steuermann, inspirierte Theodor Fontane zu seiner Ballade John Maynard
- Lyell Fuller (* 1995), englischer Squashspieler

### M
- Margaret Fuller (1810–1850), US-amerikanische Journalistin und Frauenrechtlerin
- Mark Fuller (* 1961), US-amerikanischer Ringer
- Mary Fuller (1888–1973), US-amerikanische Schauspielerin
- Maxwell Fuller (1945–2013), australischer Schachspieler
- Melville W. Fuller (1833–1910), US-amerikanischer Richter
- Meta Vaux Warrick Fuller (1877–1968), US-amerikanische Bildhauerin
- Mortimer B. Fuller III (* 1942), amerikanischer Eisenbahnmanager

### N
- Neil Fuller (* 1970), australischer Behindertensportler

### P
- Penny Fuller (* 1940), US-amerikanische Schauspielerin
- Philo C. Fuller (1787–1855), US-amerikanischer Politiker

### R
- Ray W. Fuller (1935–1996), US-amerikanischer Biochemiker
- Reginald C. Fuller (1908–2011), britischer Bibelwissenschaftler und römisch-katholischer Theologe
- Reginald H. Fuller (1915–2007), britisch-amerikanischer Bibelwissenschaftler und anglikanischer Theologe
- Ricardo Fuller (* 1979), jamaikanischer Fußballspieler
- Richard Fuller (Politiker) (* 1962), britischer Politiker
- Richard Buckminster Fuller (1895–1983), US-amerikanischer Wissenschaftler, Architekt, Konstrukteur, Designer und Schriftsteller
- Robert Fuller (Schauspieler) (Leonard Leroy „Buddy“ Lee; * 1933), US-amerikanischer Schauspieler
- Robert Fuller (Wrestler) (Robert Welch; 1948), US-amerikanischer Wrestler
- Rosalind Fuller (1892–1982), britische Schauspielerin
- Roy Fuller (1912–1991), britischer Dichter und Schriftsteller

### S
- Samuel Fuller (1912–1997), US-amerikanischer Regisseur, Drehbuchautor und Schauspieler
- Sarah Fuller (Pädagogin) (1836–1927), US-amerikanische Pädagogin
- Sarah Fuller (Sportlerin) (* 1999), US-amerikanische American-Football- und Fußballspielerin
- Simon Fuller (* 1960), britischer Musik- und Fernsehproduzent
- Stanley Fuller (1907–1988), britischer Sprinter
- Steve Fuller (* 1959), US-amerikanischer Soziologe

### T
- Teófilo Salinas Fuller (1919–1999), peruanischer Fußballfunktionär
- Thomas Fuller (1608–1661), englischer Historiker
- Thomas Fuller (Mediziner) (1654–1734), englischer Mediziner
- Thomas Fuller (Rechenkünstler) (1710–1782), US-amerikanischer Rechenkünstler
- Thomas Fuller (Architekt) (1823–1898), kanadischer Architekt
- Thomas Charles Fuller (1832–1901), US-amerikanischer Jurist und Politiker
- Thomas Ekins Fuller (1831–1910), britischer Politiker
- Thomas J. D. Fuller (1808–1876), US-amerikanischer Politiker
- Tia Fuller (* 1976),  US-amerikanische Jazzmusikerin
- Timothy Fuller (1778–1835), US-amerikanischer Politiker

### V
- Vincent Fuller (* 1982), US-amerikanischer American-Football-Spieler

### W
- Walter Fuller (1910–2003), US-amerikanischer Jazztrompeter und Sänger
- Walter Gilbert Fuller (1920–1994), US-amerikanischer Arrangeur, siehe Gil Fuller
- Wayne Fuller (* 1931), US-amerikanischer Statistiker
- Will Fuller (* 1994), US-amerikanischer American-Football-Spieler
- William Fuller (Leichtathlet), britischer Leichtathlet
- William E. Fuller (1846–1918), US-amerikanischer Politiker
- William K. Fuller (1792–1883), US-amerikanischer Politiker